# Teodomiro (bispo)
Teodomiro (em latim: Theodemirus; Theodemar ou Theodemir na literatura anglófona) foi um bispo de Iria Flávia, na Galiza, que morreu em 847. É conhecido por alegadamente ter descoberto o túmulo de Santiago Maior no local onde hoje se ergue a cidade de Santiago de Compostela.
Segundo a lenda, em 812 ou 813, um eremita de nome Pelágio ou Paio, viu uma estrela pousada no bosque de Libredón, facto que comunicou ao bispo. A visão do eremita deu origem à descoberta do túmulo com o corpo decapitado e a cabeça do apóstolo, que foi imediatamente comunicada ao rei Afonso II das Astúrias. Outras versões apontam o período entre 818, quando Quendulfo, o predecessor de Teodomiro como bispo de Iria ainda era vivo, e 842, ano da morte de Afonso II.
O rei asturiano acorreu rapidamente ao local e o relato da descoberta foi publicitado para justificar a criação da peregrinação a Santiago de Compostela, quando a ameaça árabe espreitava e se temia o fim da cristandade como se conhecia. A descoberta do túmulo é por vezes conhecida como a "invenção" de Teodomiro e está descrita no “Cronicon Irense”.